# 貞松院 (小出吉英正室)
貞松院（ていしょういん、天正19年（1591年） - 寛文4年6月19日（1664年8月10日））は、出石藩主小出吉英の正室。保科正直の娘。母は多劫姫。名はヨウ。
母方の伯父である徳川家康の養女となり、小出吉英に嫁いだ。吉英との間に5男5女を儲けた。
寛文4年（1664年）、74歳で死去し、天徳寺に葬られた。

## 子女
- 帯刀：夭折
- 娘（名前不詳）：三浦重勝正室、のち山内一唯室
- 吉重：出石藩第5代藩主
- 娘（名前不詳）：夭折
- 娘（名前不詳）：夭折
- 保科正英：飯野藩嫡子
- 小出英本：分家し旗本となった
- 小出英信：分家し旗本となった。出石藩第8代藩主・英長の父
- 高岳院：立花種長継室
- 娘（名前不詳）：松平信之正室